# Гуань (фамилия)

Гуань (кит. 管) — китайская фамилия (клан).

## Известные Гуань

### 管, Guǎn
- Гуань Даошэн (кит. трад. 管道昇, упр. 管道升, пиньинь Guǎn Dàoshēng; 1262—1319) — китайская поэтесса, художник и каллиграф династии Юань. Широко признана в Китае как первый художник-женщина.
- Мо Янь (кит. 莫言, пиньинь Mò Yán, палл. Мо Янь), настоящее имя Гуа́нь Мое́ (кит. трад. 管謨業, упр. 管谟业, пиньинь Guǎn Móyè; род. 1955) — китайский писатель; автор романа «Красный гаолян».
- Гуань Чжун (кит. 管仲; 720–645 до н. э.) — выдающийся китайский мыслитель и политик периода Весны и Осени.

### 關 (关), Guān
- Гуань Сянъин (кит. трад. 關向應, упр. 关向应, пиньинь Guān Xiàngyīng; 1902—1946) — китайский военачальник, уроженец Цзиньчжоу.
- Гуань Тун (кит. трад. 關仝, упр. 关仝, пиньинь Guān Tóng; прибл. 906—960) — китайский художник-пейзажист.
- Гуань Ханьцин (кит. трад. 關漢卿, упр. 关汉卿, пиньинь Guān Hànqīng; 1210—1280) — китайский драматург XIII века, классик жанра цзацзюй (юаньской драмы), возможно, один из его создателей.
- Гуань Цзиньлинь (кит. трад. 關金林, упр. 关金林, пиньинь Guān Jīnlín; род. 1989) — китайский фигурист, выступающий в одиночном катании.
- Гуань Шань (кит. трад. 關山, упр. 关山), настоящее имя Гуань Бовэй (кит. трад. 關伯威, упр. 关伯威); 1933—2012) — гонконгско-тайваньский киноактёр.
- Гуань Юй (кит. трад. 關羽, упр. 关羽, пиньинь Guān Yǔ; ум. в 219 году) — военачальник царства Шу эпохи Троецарствия.